# 波加納鄉
46°19′N 27°34′E / 46.317°N 27.567°E
波加納鄉（羅馬尼亞語：Comuna Pogana, Vaslui），是羅馬尼亞的鄉份，位於該國東北部，由瓦斯盧伊縣負責管轄，面積60平方公里，海拔高度110米，2007年人口3,296，人口密度每平方公里55人。